# Attentats du 20 juin 2016 à Kaboul
Les attentats du 20 juin 2016 à Kaboul sont une série de trois attaques quasi simultanées dont au moins une est un attentat-suicide perpétré le 20 juin 2016 dans la ville de Kaboul, capitale de l'Afghanistan. 
Le bilan actuel est d'au moins 23 morts. L'attaque la plus meurtrière a fait 14 morts (hors le terroriste) et 9 blessés. Elle visait un minibus transportant des employés de sécurité népalais, selon le ministère de l'Intérieur afghan,.

## Contexte
Le précédent attentat revendiqué par les talibans à Kaboul a lieu deux mois auparavant, le 19 avril 2016, faisant 64 victimes.
C'est la première attaque des fondamentalistes religieux depuis le début du ramadan, le 6 juin.

## Déroulement de l’attaque principale
Selon la police afghane, le kamikaze est arrivé à pied sur les lieux de l'attentat, une route à l'est de la capitale, dans le quartier de Banae, menant à la ville de Jalalabad. L'explosion a lieu peu avant 6 h. Elle vise un minibus dans lequel se trouvent des gardes népalais de l'entreprise Sabre International qui officiait pour le compte de l'ambassade du Canada à Kaboul. Quatorze de ces hommes sont tués, cinq sont blessés. À cela s'ajoutent quatre blessés de nationalité afghane se trouvant au marché proche du lieu de l'attaque.
Cet attentat est rapidement suivi par deux autres attaques, une contre le convoi d’un élu provincial et la dernière commise avec une moto piégée sur le marché de la ville de Keshim, dans la province afghane du Badakhchan.

## Revendication
L'attaque est revendiquée par l'organisation « Province de Khorasan » de l'État islamique et les talibans qui se disputent la responsabilité de ces actes,.
Pour le chercheur Romain Caillet : « L’attentat est très probablement l’œuvre de l’EI. La branche locale de l’organisation a publié la photo du kamikaze ainsi que des précisions sur la façon dont s’est déroulée l’attaque. [...] L'État islamique est de plus en plus présent au sud-est de Kaboul. Il a le contrôle de plusieurs petits villages autour de Jalalabad dans la province de Nangarhâr ».

## Bilan
| Nationalité                    | Morts | Blessés | Total |
| ------------------------------ | ----- | ------- | ----- |
| Népal                          | 14    | 5       | 19    |
| Afghanistan                    | 0     | 4       | 4     |
| Toutes nationalités confondues | 14    | 9       | 23    |

| Nationalité | Morts | Blessés | Total |
| ----------- | ----- | ------- | ----- |
| Afghanistan | 1     | 4       | 5     |

| Nationalité | Morts | Blessés | Total |
| ----------- | ----- | ------- | ----- |
| Afghanistan | 8     | ?       | 8     |